# Shi Hong
Shi Hong (石弘) (313. – 334.), kurtoazno ime Daya (大雅), bio je kratkotrajni car kineske/Jie države Kasniji Zhao. Bio je sin osnivača države Shi Leja i njegove konkubine Supruge Cheng. Shi Hong je u kineskim povijesnim izvorima opisivan kao učenju sklon blag mladić. Zbog toga je Shi Le godine 330. krunskim princem imenovao njega umjesto Shi Hua, kome je zamjeravao preburni temperament i sklonost okrutnosti. Shi Hong, koji je sebe smatrao najzaslužnijim za vojničke uspjehe države, zbog toga nije krio prezir prema prijestonasljedniku. Kada je u jesen 333. Shi Le umro, Shi Hong je nastojao preduhitriti Shi Huov puč tako što mu je sam ponudio prijestolje. Shi Hu je, međutim, to odbio davši do znanja da više voli prijestolje uzeti sam nego da mu ga itko pokloni; umjesto toga se zadovoljio titulom premijera, a svoju vlast nametnuo likvidacijama najbližih Shi Hongovih suradnika. Ubrzo nakon toga je Shi Lejeva udovica Supruga Cheng skovala zavjeru protiv Shi Hua, zbog čega je pogubljena. Godine 334. je Shi Hu, koristeći kao izgovor carevo nepoštovanje rituala žalovanja Shi Hua svrgnuo, a potom pogubio.